# アレゲニア (小惑星)
アレゲニア (457 Alleghenia) は小惑星帯に位置する小惑星。1900年9月15日、マックス・ヴォルフとアルノルト・シュヴァスマンがハイデルベルクで発見した。
アメリカのピッツバーグ大学に所属するアレゲニー天文台に因んで名づけられた。